# 304-es főút
304-es főút (ungarisch für ‚Hauptstraße 304‘) ist eine ungarische Hauptstraße. Es wurde gebaut, um den südlichen Teil von Miskolc zu entlasten und um durch den Miskolc-Abschnitt der 3-as főút und der Autopálya M30 zu fahren.
Ihre Gesamtlänge beträgt 3,5 Kilometer.